# Rodenstock (Automarke)
Rodenstock war eine brasilianische Automarke.

## Markengeschichte
Ein Unternehmen aus São Paulo begann 1986 mit der Produktion von Automobilen. Der Markenname lautete Rodenstock. Im Folgejahr endete die Produktion.

## Fahrzeuge
Im Angebot standen Nachbildungen klassischer Fahrzeuge, wie sie zuvor Envemo hergestellt hatte. Dabei handelte es sich um den Porsche 356 als Cabriolet, Coupé und Speedster. Dazu wurde ein Fahrgestell von Volkswagen do Brasil um 30 cm gekürzt und mit einer Karosserie aus Fiberglas versehen. Ein luftgekühlter Vierzylinder-Boxermotor mit 1600 cm³ Hubraum war im Heck montiert und trieb die Hinterräder an.